# Grotte Christian
La grotte Christian, ou grotte de Conduché, est une grotte ornée préhistorique située dans le département du Lot, située à Conduché, sur le territoire de la commune de Bouziès.
La grotte appartient à une personne privée et n'est pas visitable.

## Historique
La grotte Christian a été découverte par Christian Kupiec, un spéléologue du Groupe spéléologique du Quercy, en 1969. 
La grotte a été classée au titre des monuments historiques le 7 février 1980.

## Description physique
La grotte s'ouvre dans la falaise dominant la D 41 à Conduché, sur la rive droite du Célé, près de son confluent avec le Lot. Elle comprend quatre salles.

## Les œuvres
Pour Michel Lorblanchet, la grotte appartient, avec la grotte de Sainte-Eulalie et la grotte de Pergouset, à un « deuxième groupe des grottes ornées quercynoises » qui représentent des rennes. Le premier groupe est celui de la grotte de Pech-Merle et de la grotte de Cougnac qui ont pour thème favori les cerfs et les bouquetins. Elle peut être datée du Magdalénien moyen. La grotte se caractérise par une abondance de signes en V renversé.